# Halecium tubatum
Halecium tubatum is een hydroïdpoliep uit de familie Haleciidae. De poliep komt uit het geslacht Halecium. Halecium tubatum werd in 2008 voor het eerst wetenschappelijk beschreven door Watson. 